# Mucala
Mucala (em árabe: المكلا‎; romaniz.: al-Mukallā) é a capital da província (mohafazah) de Hadramaute, situando-se na parte sul do Iémen, no Golfo de Adém, à 480 quilômetros de Adém. Historicamente, foi ponto importante para o intercâmbio comercial entre Índia e África.